# 7,5cm kanón proti letadlům vz. 37
7,5cm kanón proti letadlům vz. 37 byl těžký protiletadlový kanón zavedený do československé armády před druhou světovou válkou. V září 1938 disponovala československá armáda pouze jednou baterií po čtyřech kusech kanónů.

## Historie
Počátkem 30. let vyvíjela Škodovka řadu protileteckých děl, z nichž nový kanon v ráži 7,5 cm, vyvinutý pro Rumunsko, zaujal MNO. Po řadě úprav, zdokonalování a testování byl nakonec kanón přijat MNO počátkem roku 1937 do výzbroje a zároveň byla učiněna objednávka na 108 děl a 38 náhradních košil. Kvůli vytížení Škodových závodů ale nemohla být zakázka splněna včas a ani po snaze o urychlení výroby nemohly být všechny zbraně dodány dříve než v roce 1940.

## Popis
Zbraň byla přepravována na transportním podvozku a po odmontování kol střílela z křížové lafety, která byla součástí podvozku. Hlaveň je spolu s brzdovratným ústrojím umístěna na kolébce, která je nadlehčována pomocí dvojice ocelových lan vedených přes kladku na vyvažovače nacházející se na spodní lafetě. Hlaveň je autofretovaná s košilkou a doplněná úsťovou brzdou. Závěr je vertikální klínový s poloautomatikou. Zbraň byla vybavena systémem elektrického přenosu prvků pro nepřímou střelbu a novým ústředním zaměřovačem vz. 37. Zbraň má poměrně nízkou palnou výšku, která činí 1,3 metru, to mohlo být výhodou v boji proti pozemním cílům jako jsou například tanky, kdy měl kanon menší siluetu než např. 88mm kanón Flak.

## Uživatelé

### Finsko
Finská armáda koupila 20 zbraní od Německa, ty dorazily až 20. listopadu 1940 a byly použity v pokračovací válce. Finové tak disponovali 5 bateriemi po 4 kanónech. Dále Finové koupili 5 zaměřovačů a 56 000 granátů.

### Italské království
Itálie odkoupila od německé armády kanóny, které zavedla do výzbroje pod označením: Cannone da 75/49 nebo 75/50.

### Německo
Po okupaci Československa užíval Wehrmacht kanóny pod označením 7,5 cm Flak M.37 (t), většinu děl ale německá braná moc odprodala spřáteleným zemím.

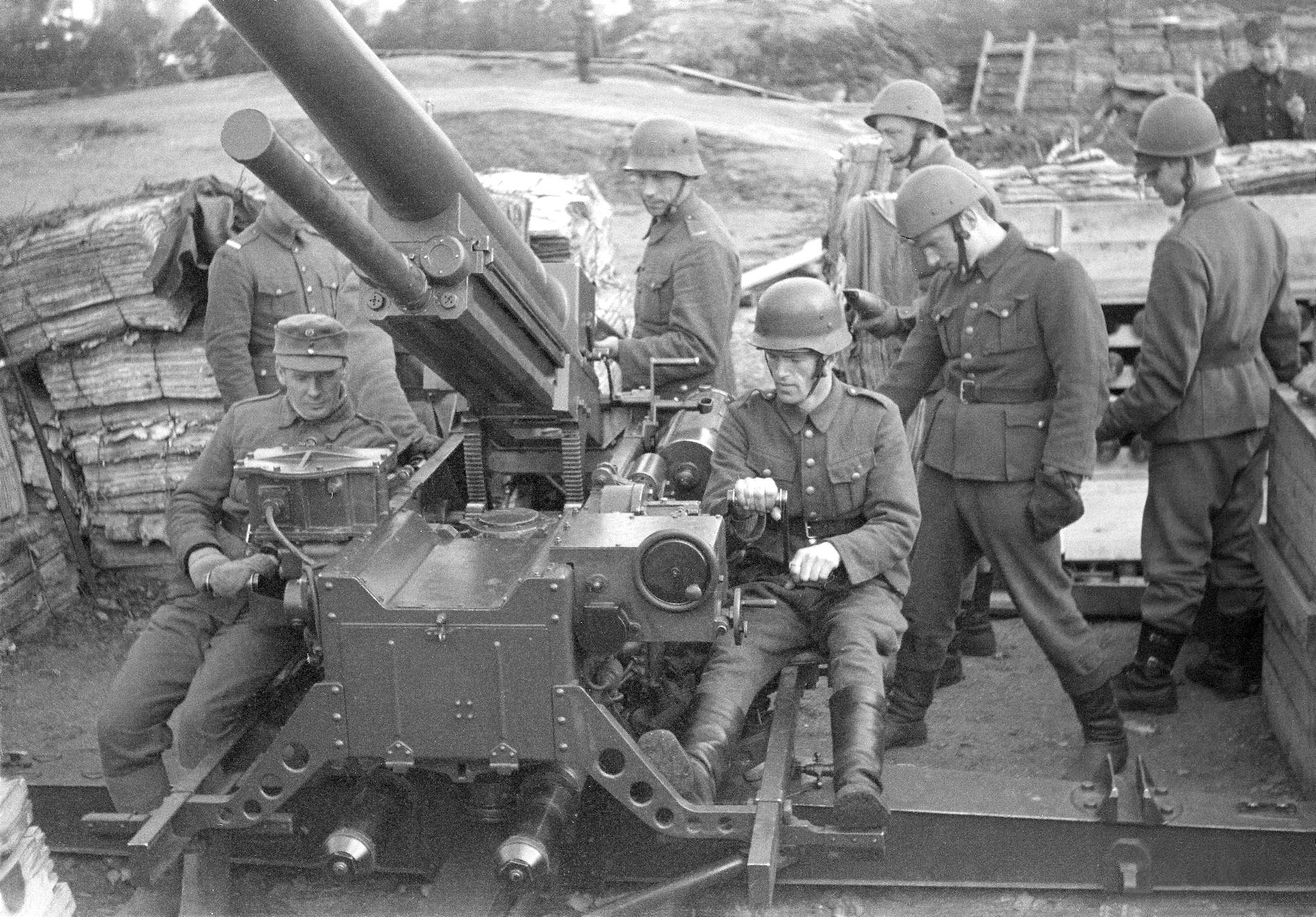
Finští vojáci při obsluze 7,5cm kanónu